# Anepsion wolffi
Anepsion wolffi är en spindelart som beskrevs av Pater Chrysanthus 1969. Anepsion wolffi ingår i släktet Anepsion och familjen hjulspindlar. Inga underarter finns listade i Catalogue of Life.